# Redwood Falls
La ville américaine de Redwood Falls est le siège du comté de Redwood, dans l’État du Minnesota. Lors du recensement de 2010, sa population s’élevait à 5 254 habitants. À noter qu’une partie de Redwood Falls s’étend sur le comté de Renville.

## Source
- (en) Cet article est partiellement ou en totalité issu de l’article de Wikipédia en anglais intitulé « Redwood Falls, Minnesota » (voir la liste des auteurs).